# Луций Публилий Целс
Луций Публилий Целс (на латински: Lucius Publilius Celsus; † 118 г., Бая, Италия) е политик и сенатор на Римската империя.
Произлиза от Бая (до днешния град Баколи) в Кампания от фамилията Публилии. Близък е до император Траян и участва с него в Дакийските войни. През 102 г. e суфектконсул. През 113 г. е редовен консул с колега Гай Клодий Криспин.
През ранното лято на 118 г. император Адриан го осъжда в негово отсъствие и той е екзекутиран в Бая. Изглежда е планувал атентат върху императора.